# Rhynchophreatia
Rhynchophreatia es un género que tiene asignada diez especie de orquídeas, de la tribu Podochileae de la familia (Orchidaceae).  

## Especies seleccionadas
| - Rhynchophreatia angustifolia - Rhynchophreatia carolinensis - Rhynchophreatia gautierensis - Rhynchophreatia mamberamensis - Rhynchophreatia micrantha | - Rhynchophreatia pacifica - Rhynchophreatia palawensis - Rhynchophreatia phreatioides - Rhynchophreatia sphaerocarpa - Rhynchophreatia wariana |